# Giác Xương An
Giác Xương An (tiếng Mãn: , Giocangga; tiếng Trung: 覺昌安; 1525-1582) là một lãnh tụ Tả vệ Kiến Châu Nữ Chân vào thời kỳ sau của nhà Minh Trung Quốc. Ông là con trai của Phúc Mãn. Sử liệu nhà Minh cũng dịch tên Giác Xương An thành "Giáo Trường" (教场), "Khiếu Trường" (叫场). Năm Gia Tĩnh thứ 36 (1557), Giác Xương An kéo quân đến Phủ Thuận cướp bóc, đến năm thứ 38 (1559) thì đến chỗ quan địa phương nhà Minh hối lỗi và nhập cống. Năm Vạn Lịch thứ 1, Giác Xương An là Tả vệ đốc chỉ huy Kiến Châu.
Giác Xương An là tổ phụ của Nỗ Nhĩ Cáp Xích, người đã thống nhất các bộ tộc Nữ Chân và bắt đầu xây dựng một nhà nước mà về sau trở thành nhà Thanh. Cả Giác Xương An và con trai Tháp Khắc Thế tới để trợ giúp cho người cháu rể của Nỗ Nhĩ Cáp Xích là A Đài (阿台) khi thành của người này đang bị Ni Kham Ngoại Lan, một thủ lĩnh Nữ Chân kình địch bao vây, hứa hẹn sẽ được quản lý thành cho bất kỳ ai giết chết được A Đài. Một thuộc hạ của A Đài đã làm phản và ám sát ông. Cả Giác Xương An và Tháp Khắc Thế nguyên là các tướng dưới trướng Lý Thành Lương, người cùng phe với Ni Kham Ngoại Lang. Trong màn sương của cuộc chiến Lý Thành Lương nghĩ rằng họ đã làm phản do đã rời khỏi trận địa. Cả hai về sau đều bị Ni Kham Ngoại Lan hại chết.
Sau khi nhà Thanh thành lập, ông được truy tôn là Xương vương, đến năm Thuận Trị thứ 5 (1648), thăng cách làm Hoàng đế, miếu hiệu là Cảnh Tổ (景祖), thụy hiệu là Dực Hoàng đế (翼皇帝).
Năm 2005, một nghiên cứu của một nhà nghiên cứu người Anh thuộc Wellcome Trust Sanger Institute đã cho rằng Giác Xương An có thể là tổ tiên của trên 1,5 triệu người, hầu hết là ở Đông Bắc Trung Quốc và Mông Cổ. Điều này là do Giác Xương An và hậu duệ của ông có nhiều phúc tấn và thê tử.

## Gia đình
- Anh/em

1. Soocangga (索長阿, Sách Trường A)
2. Boosi (寶實, Bảo Thực)
3. Desikū (德世庫, Đức Thế Khố)
4. Leodan (劉闡, Lưu Xiển)
5. Boolungga (包朗阿, Bao Lãng A)

- Con trai

1. Lidun Baturu (禮敦巴圖魯, Lễ Đôn Ba Đồ Lỗ)
2. Argun (額爾袞, Ngạch Nhĩ Cổn)
3. Jaikan (界堪, Giới Kham)
4. Taksi (塔克世, Tháp Khắc Thế)
5. Taca Fiyanggū (塔察篇古, Tháp Sát Thiên Cổ)